# Pyrus groenlandica
Pyrus groenlandica là loài thực vật có hoa trong họ Hoa hồng. Loài này được (C.K. Schneid.) K.R. Robertson miêu tả khoa học đầu tiên năm 1974.